# America's Cup 2007
De zeilwedstrijd America's Cup 2007 werd gehouden tussen de houder van de America's Cup, het Zwitserse Alinghi, en een uitdagende boot die als winnaar uit de selectiewedstrijden (de Louis Vuitton Cup) kwam. Elf boten uit negen landen schreven als uitdager in, waaronder voor het eerst een boot uit China. Al deze boten (ook Alinghi zelf) namen deel aan een reeks van 13 voorafgaande regatta's (de zogenaamde Louis Vuitton Acts) tussen 2004 en 2007. Daarin konden de uitdagers bonuspunten verzamelen voor de Louis Vuitton Cup. De laatste Louis Vuitton Act, alsmede de Louis Vuitton Cup en de races om de America's Cup 2007 zelf, vonden plaats voor de kust van Valencia (Spanje).

## Kalender
- 16 april – 7 mei 2007: Louis Vuitton Cup, Round robin-fase: ieder team voer tweemaal een wedstrijd tegen elk ander team. Per gewonnen wedstrijd kreeg een team twee punten. De bonuspunten uit de Louis Vuitton Acts werden bij het puntentotaal opgeteld. Na afloop gingen de eerste vier boten door.

- 14 mei – 25 mei 2007: Louis Vuitton Cup, Halve finales tussen de vier overblijvende teams. Het team dat als eerste uit de round robin-fase kwam mocht zijn tegenstander zelf kiezen; de andere halve finale ging tussen de twee overige teams. De halve finales waren een "best of nine" reeks: de boot die het eerst vijf races won, ging door naar de finale.

- 1 juni – 12 juni 2007: Louis Vuitton Cup, Finale die de uiteindelijke uitdager voor de America's Cup aanduidde. Deze finale ging ook over vijf overwinningen.

- 23 juni – 7 juli 2007: America's Cup, een "best-of-nine"-reeks.

## Deelnemende teams
- Titelverdediger: Alinghi  SUI
- Uitdagers:

| Teamnaam                           | Nationaliteit | Bonuspunten |
| ---------------------------------- | ------------- | ----------- |
| BMW Oracle Racing                  | USA           | 3           |
| +39 Challenge                      | ITA           | 2           |
| Team Shosholoza                    | RSA           | 2           |
| Emirates Team New Zealand          | NZL           | 4           |
| Luna Rossa Challenge               | ITA           | 3           |
| Areva Challenge                    | FRA           | 1           |
| Victory Challenge                  | SWE           | 2           |
| Desafío Español 2007               | ESP           | 3           |
| Mascalzone Latino - Capitalia Team | ITA           | 2           |
| United Internet Team Germany       | GER           | 1           |
| China Team                         | CHN           | 1           |

## Louis Vuitton Cup

### Louis Vuitton Cup - Round Robin fase
De eerste Round Robin werd geplaagd door ongunstig zeilweer: door gebrek aan wind kon er op de eerste vier dagen niet gezeild worden; pas op de vijfde dag ging de wedstrijd van start. Later moesten er ook wedstrijden uitgesteld worden omdat er te veel wind waaide. Uiteindelijk vond de laatste race in de Round Robinfase plaats op 9 mei. De vier teams die zich kwalificeerden voor de halve finales waren echter reeds voordien bekend, namelijk: Emirates Team New Zeland; BMW Oracle Racing; Luna Rossa Challenge; en Desafio Español 2007. Dit waren tegelijk de vier teams met de meeste bonuspunten uit de Louis Vuitton Acts. In de tweede Round Robin won Emirates Team al haar races, en eindigde zo als eerste. China Team werd laatste en behaalde slechts één overwinning, weliswaar een verrassende tegen het Amerikaanse BMW Oracle Racing.
Eindstand na de twee Round Robins (vet = gekwalificeerd voor de halve finales):
| Rang | Teamnaam                           | Nationaliteit | Gewonnen races | Puntentotaal (incl. bonuspunten) |
| ---- | ---------------------------------- | ------------- | -------------- | -------------------------------- |
| 1    | Emirates Team New Zealand          | NZL           | 17             | 38                               |
| 2    | BMW Oracle Racing                  | USA           | 17             | 37                               |
| 3    | Luna Rossa Challenge               | ITA           | 16             | 35                               |
| 4    | Desafio Español 2007               | ESP           | 13             | 29                               |
| 5    | Victory Challenge                  | SWE           | 12             | 26                               |
| 6    | Mascalzone Latino - Capitalia Team | ITA           | 10             | 22                               |
| 7    | Team Shosholoza                    | RSA           | 9              | 20                               |
| 8    | Areva Challenge                    | FRA           | 8              | 17                               |
| 9    | +39 Challenge                      | ITA           | 5              | 12                               |
| 10   | United Internet Team Germany       | GER           | 2              | 5                                |
| 11   | China Team                         | CHN           | 1              | 3                                |

### Louis Vuitton Cup - halve finales
De winnaar van de Round Robinfase, Emirates Team New Zealand, koos het Spaanse team als tegenstander in de halve finale. De andere halve finale ging bijgevolg tussen het Amerikaanse BMW Oracle Racing en het Italiaanse team Luna Rossa Challenge. Dit laatste team schakelde het Amerikaanse uit in zes races, waarvan het de vier laatste won. Emirates Team New Zealand had één race meer nodig om de finale te bereiken ten nadele van de Spanjaarden.
Uitslagen (de eerste boot die vijf races wint gaat naar de finale):
| Team                          | Race 1 14 mei | Race 2 15 mei | Race 3 16 mei | Race 4 18 mei | Race 5 19 mei | Race 6 20 mei | Race 7 23 mei | Race 8 | Race 9 | Totaal |
| ----------------------------- | ------------- | ------------- | ------------- | ------------- | ------------- | ------------- | ------------- | ------ | ------ | ------ |
| NZL Emirates Team New Zealand | 1             | 1             | 0             | 1             | 1             | 0             | 1             | x      | x      | 5      |
| ESP Desafio Español 2007      | 0             | 0             | 1             | 0             | 0             | 1             | 0             | x      | x      | 2      |

| Team                     | Race 1 14 mei | Race 2 15 mei | Race 3 16 mei | Race 4 18 mei | Race 5 19 mei | Race 6 20 mei | Race 7 | Race 8 | Race 9 | Totaal |
| ------------------------ | ------------- | ------------- | ------------- | ------------- | ------------- | ------------- | ------ | ------ | ------ | ------ |
| USA BMW Oracle Racing    | 0             | 1             | 0             | 0             | 0             | 0             | x      | x      | x      | 1      |
| ITA Luna Rossa Challenge | 1             | 0             | 1             | 1             | 1             | 1             | x      | x      | x      | 5      |

### Louis Vuitton Cup - finale
In de finale van de Louis Vuitton Cup bleek de Nieuw-Zeelandse boot te sterk voor de Italiaanse Luna Rossa Challenge; ze haalde het met vijf opeenvolgende overwinningen en verkreeg zo het recht om de houder van America's Cup, Alinghi, te bestrijden in een "eerst tot vijf" reeks om de 32e America's Cup.
| Team                          | Race 1 1 juni | Race 2 2 juni | Race 3 3 juni | Race 4 5 juni | Race 5 6 juni | Race 6 | Race 7 | Race 8 | Race 9 | Totaal |
| ----------------------------- | ------------- | ------------- | ------------- | ------------- | ------------- | ------ | ------ | ------ | ------ | ------ |
| NZL Emirates Team New Zealand | 1             | 1             | 1             | 1             | 1             | x      | x      | x      | x      | 5      |
| ITA Luna Rossa Challenge      | 0             | 0             | 0             | 0             | 0             | x      | x      | x      | x      | 0      |

## America's Cup
In de grote finale om de America's Cup haalde de houder van de cup, team Alinghi uit Zwitserland, het met vijf zeges tegen twee van de uitdager, Emirates Team New Zealand. In de zevende en laatste race had Alinghi één enkele seconde voorsprong aan de finish, maar dat was genoeg om de America's Cup te behouden. Het team kreeg zo ook het recht om de regels voor de volgende editie van de America's Cup vast te stellen.
| Team                          | Race 1 23 juni | Race 2 24 juni | Race 3 26 juni | Race 4 27 juni | Race 5 29 juni | Race 6 30 juni | Race 7 3 juli | Totaal |
| ----------------------------- | -------------- | -------------- | -------------- | -------------- | -------------- | -------------- | ------------- | ------ |
| SUI Alinghi                   | 1              | 0              | 0              | 1              | 1              | 1              | 1             | 5      |
| NZL Emirates Team New Zealand | 0              | 1              | 1              | 0              | 0              | 0              | 0             | 2      |

## Externe links

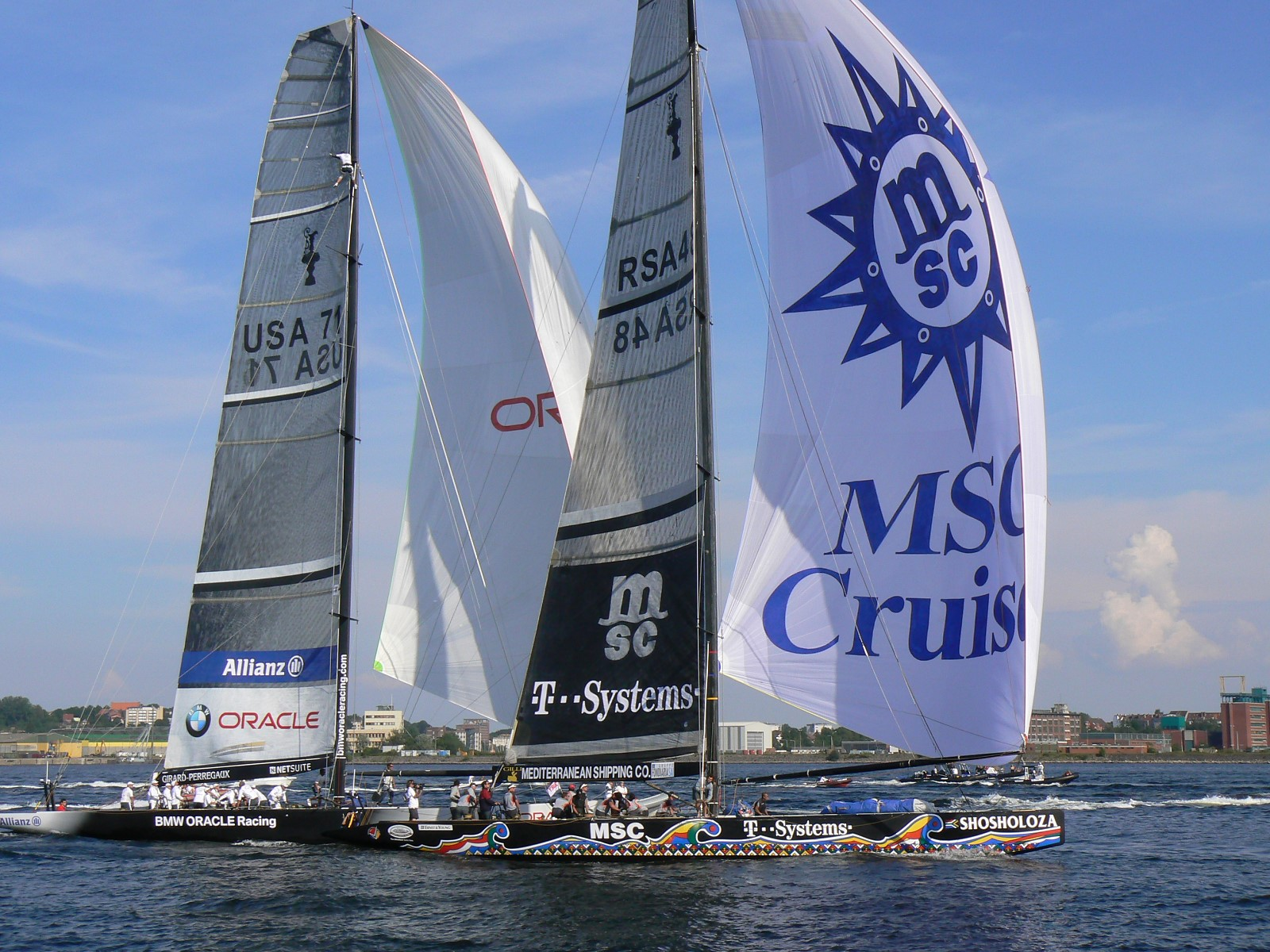
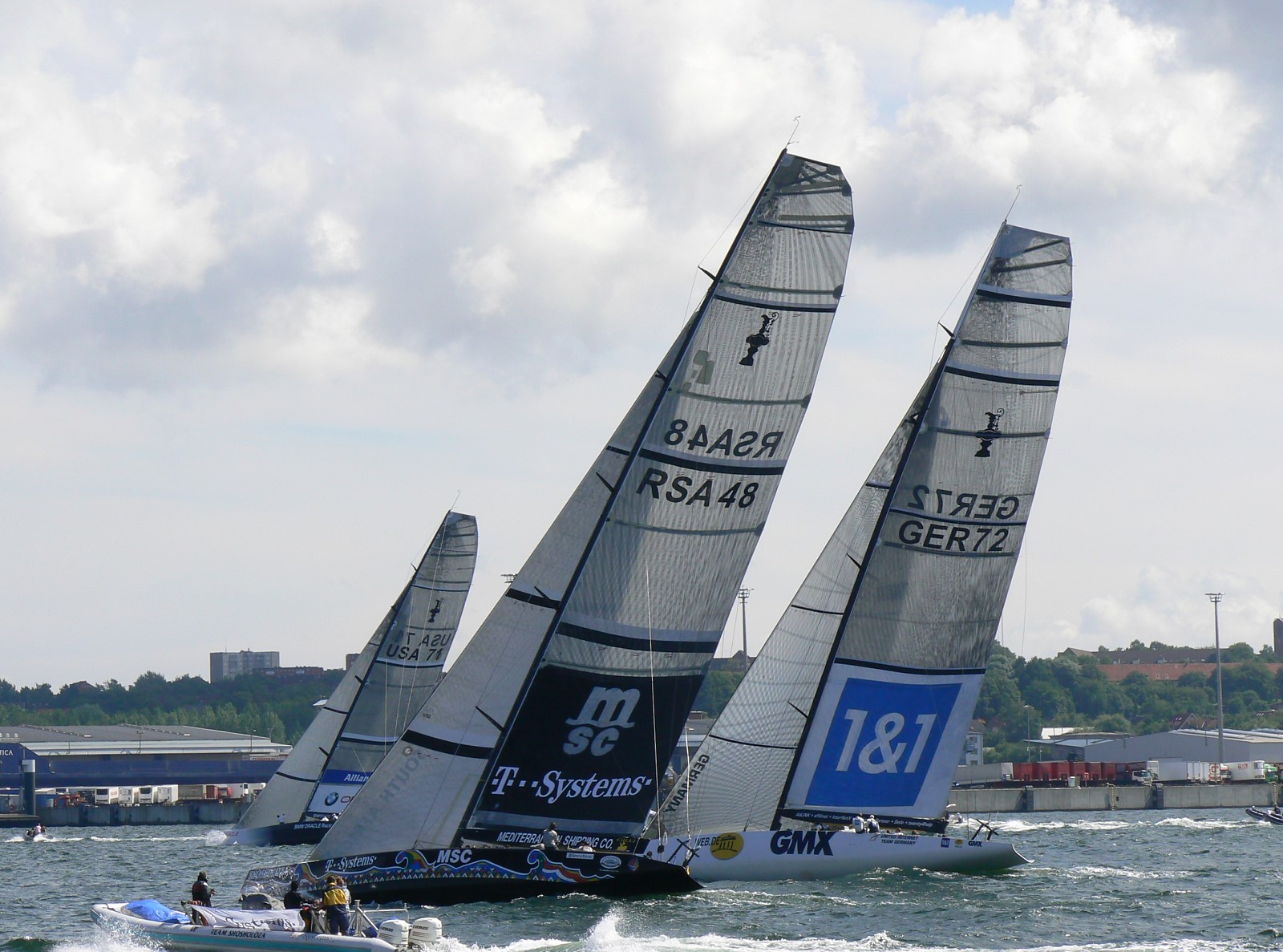
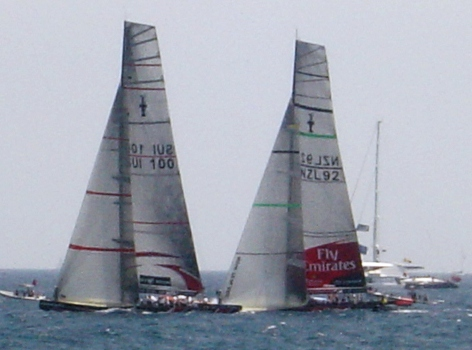
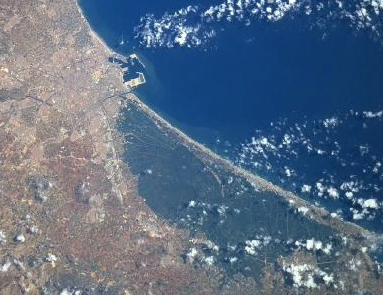
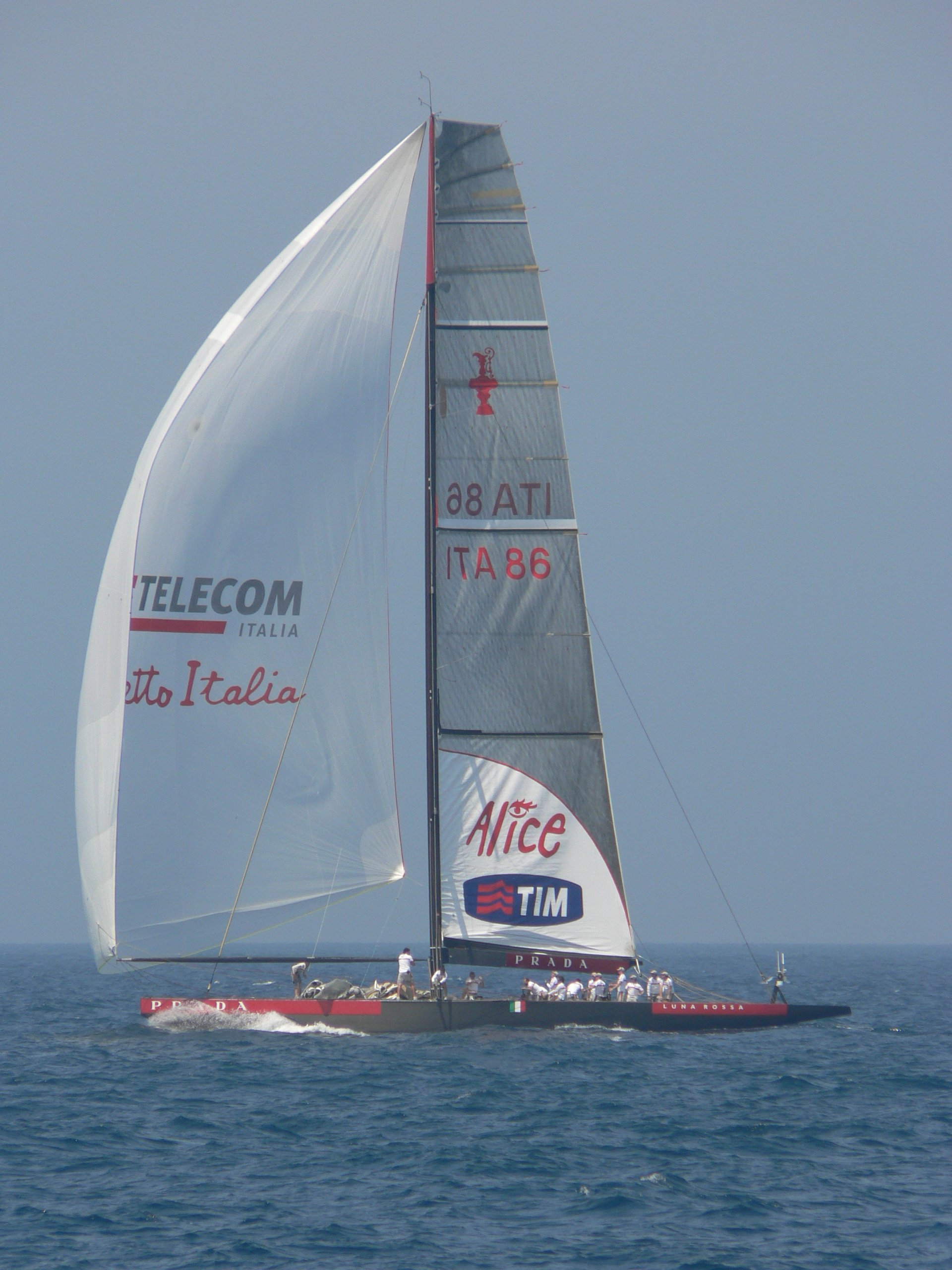
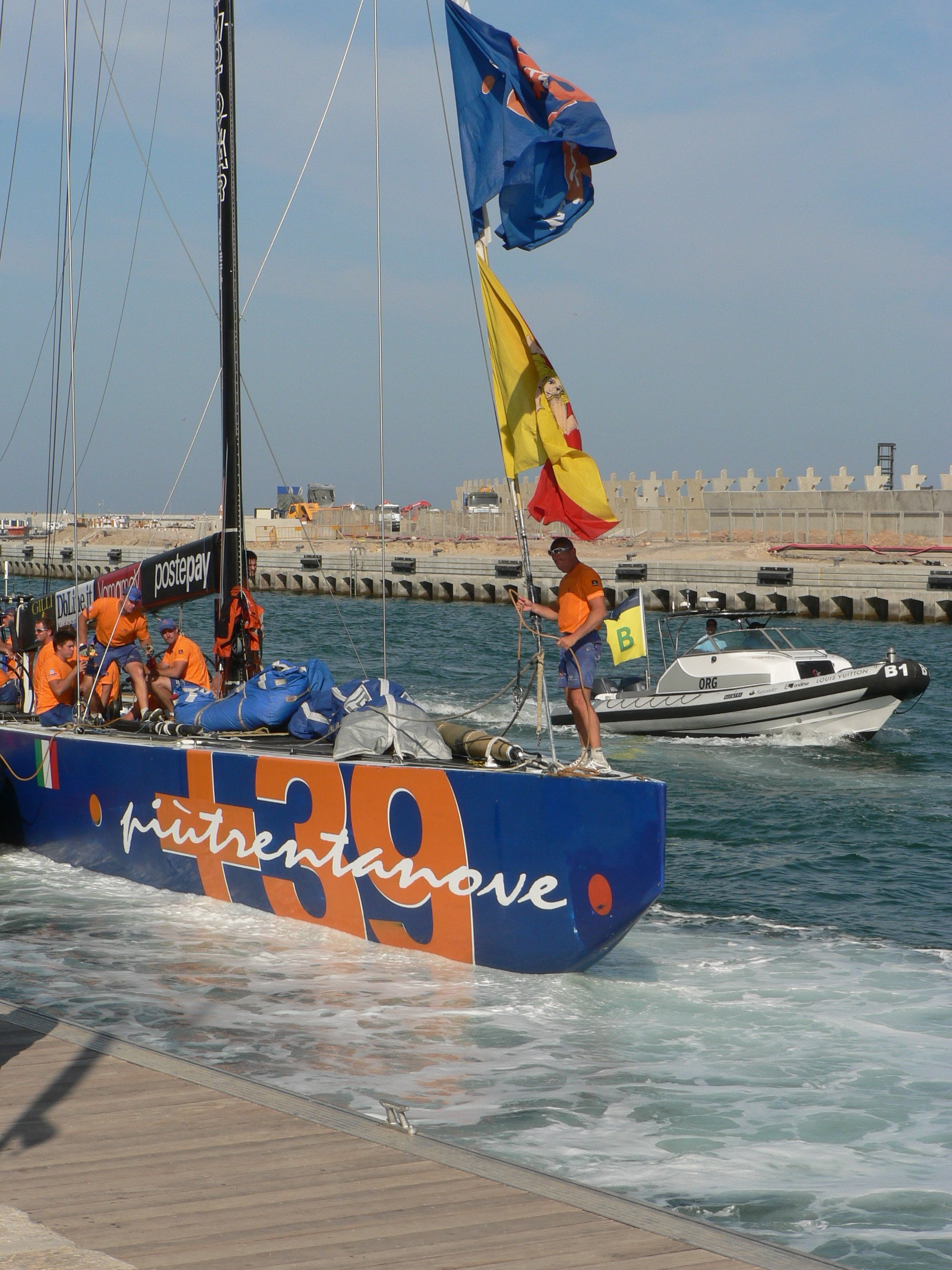
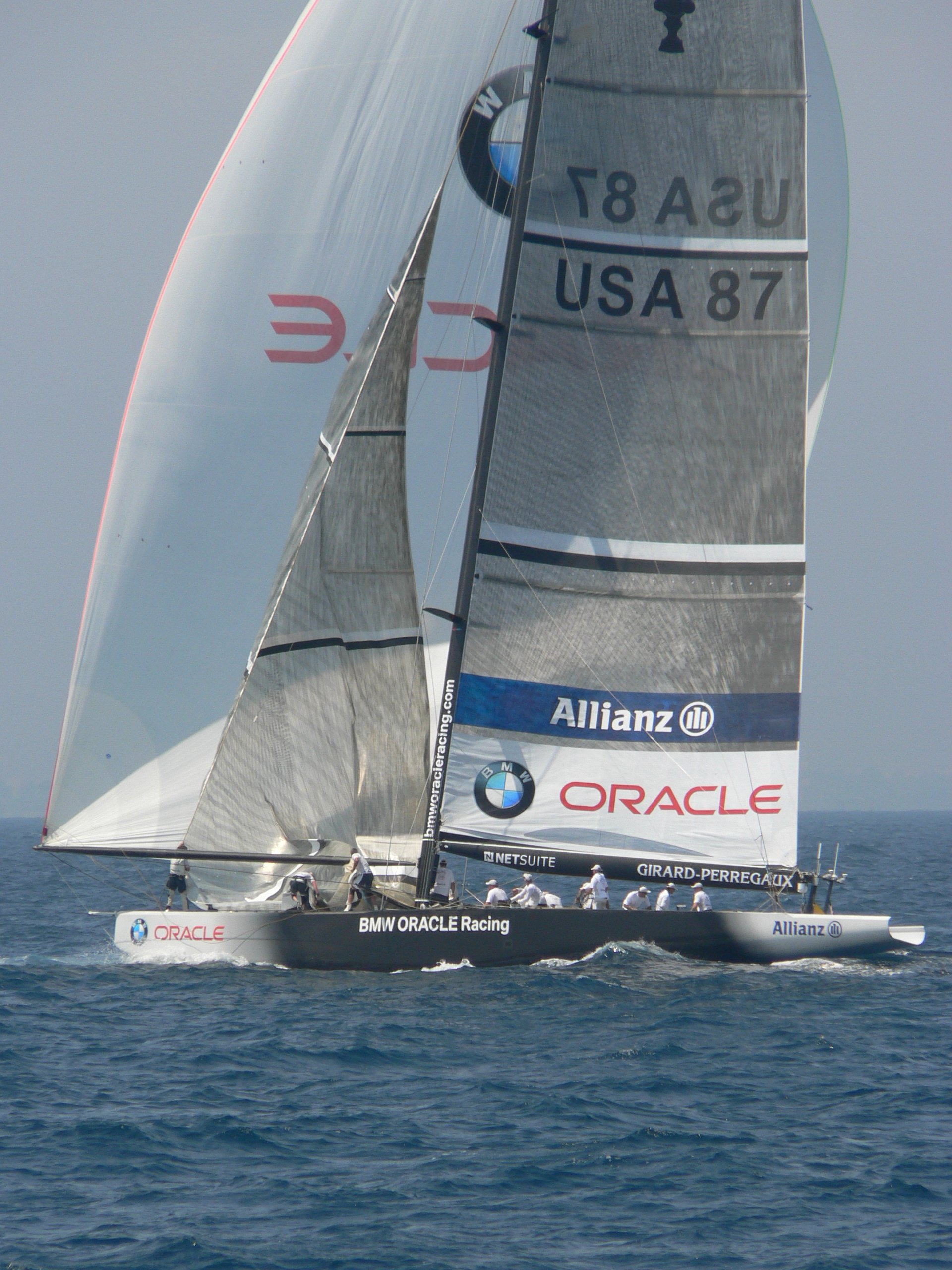
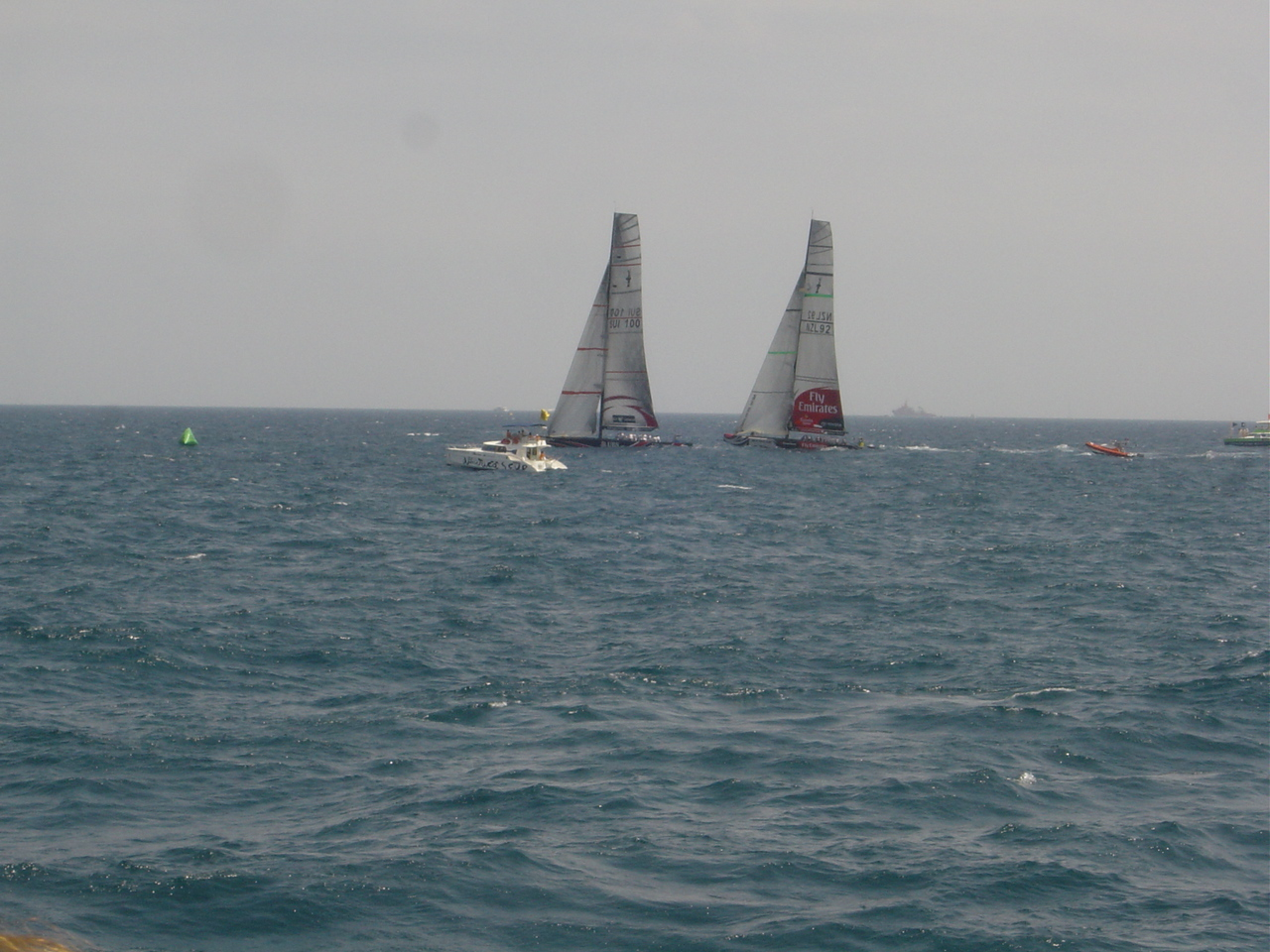